# Melaleuca radula
Melaleuca radula är en myrtenväxtart som beskrevs av John Lindley. Melaleuca radula ingår i släktet Melaleuca och familjen myrtenväxter. Inga underarter finns listade i Catalogue of Life.